# Sloveens voetbalelftal in 2003
Het Sloveens voetbalelftal speelde in totaal tien interlands in het jaar 2003, waaronder acht duels in de kwalificatiereeks voor het EK voetbal 2004 in Portugal. De ploeg stond onder leiding van bondscoach Bojan Prašnikar, die Srečko Katanec was opgevolgd na het WK voetbal 2002. Op de in 1993 geïntroduceerde FIFA-wereldranglijst steeg Slovenië in 2003 van de 36ste (januari 2003) naar de 31ste plaats (december 2003).

## Balans
| Wedstrijden | Wedstrijden | Wedstrijden | Wedstrijden | Doelpunten | Doelpunten | Doelpunten | Punten |
| Gespeeld    | Winst       | Gelijk      | Verlies     | Voor       | Tegen      | Saldo      | Punten |
| ----------- | ----------- | ----------- | ----------- | ---------- | ---------- | ---------- | ------ |
| 10          | 4           | 3           | 3           | 16         | 15         | +1         | 1.100  |

## Interlands
|                                                                 |                   |       |                                                                                         |                                                                                    |
| 12 februari Vriendschappelijk № 92 «onderlinge duels» 20:30 uur | Slovenië          | 1 – 5 | Zwitserland                                                                             | Športni Park, Nova Gorica Toeschouwers: 3.000 Scheidsrechter: Attila Ábrahám (HUN) |
| 12 februari Vriendschappelijk № 92 «onderlinge duels» 20:30 uur | Ermin Rakovič 72' |       | 3' Hakan Yakin 29' Bernt Haas 36' Alexander Frei 49' Ricardo Cabanas 78' Alexander Frei | Športni Park, Nova Gorica Toeschouwers: 3.000 Scheidsrechter: Attila Ábrahám (HUN) |

|                                                           |                                                                    |       |                          | |
| 2 april EK-kwalificatie № 93 «onderlinge duels» 20:15 uur | Slovenië                                                           | 4 – 1 | Cyprus                   | Centralni Stadion za Bežigradom, Ljubljana Toeschouwers: 5.000 Scheidsrechter: Paulo Manuel Gomes (HUN) |
| 2 april EK-kwalificatie № 93 «onderlinge duels» 20:15 uur | Ermin Šiljak 5' Ermin Šiljak 14' Zlatko Zahovič 39' Nastja Čeh 43' |       | 10' Mihalis Konstantinou | Centralni Stadion za Bežigradom, Ljubljana Toeschouwers: 5.000 Scheidsrechter: Paulo Manuel Gomes (HUN) |

|                                                            |                      |       |                                                      |                                                                                      |
| 30 april EK-kwalificatie № 94 «onderlinge duels» 20:30 uur | Malta                | 1 – 3 | Slovenië                                             | Ta' Qali Stadium, Ta' Qali Toeschouwers: 2.500 Scheidsrechter: Attila Hanacsek (HUN) |
| 30 april EK-kwalificatie № 94 «onderlinge duels» 20:30 uur | Michael Mifsud 90+1' |       | 15' Zlatko Zahovič 36' Ermin Šiljak 57' Ermin Šiljak | Ta' Qali Stadium, Ta' Qali Toeschouwers: 2.500 Scheidsrechter: Attila Hanacsek (HUN) |

|                                                          |        |       |          |                                                                                     |
| 7 juni EK-kwalificatie № 95 «onderlinge duels» 20:15 uur | Israël | 0 – 0 | Slovenië | Atatürk Stadyumu, Antalya Toeschouwers: 1.800 Scheidsrechter: Massimo Busacca (SUI) |
| 7 juni EK-kwalificatie № 95 «onderlinge duels» 20:15 uur |        |       |          | Atatürk Stadyumu, Antalya Toeschouwers: 1.800 Scheidsrechter: Massimo Busacca (SUI) |

|                                                                 |                                         |       |                    |                                                                                           |
| 20 augustus Vriendschappelijk № 96 «onderlinge duels» 17:00 uur | Slovenië                                | 2 – 1 | Hongarije          | Stadion Fazanerija, Murska Sobota Toeschouwers: 4.000 Scheidsrechter: Wolfgang Sowa (AUT) |
| 20 augustus Vriendschappelijk № 96 «onderlinge duels» 17:00 uur | Goran Šukalo 3' Sebastjan Cimirotič 76' |       | 90+3' Miklós Fehér | Stadion Fazanerija, Murska Sobota Toeschouwers: 4.000 Scheidsrechter: Wolfgang Sowa (AUT) |

|                                                               |                                                      |       |                 | |
| 6 september EK-kwalificatie № 97 «onderlinge duels» 20:15 uur | Slovenië                                             | 3 – 1 | Israël          | Centralni Stadion za Bežigradom, Ljubljana Toeschouwers: 8.000 Scheidsrechter: Herbert Fandel (GER) |
| 6 september EK-kwalificatie № 97 «onderlinge duels» 20:15 uur | Ermin Šiljak 35' Aleksander Knavs 37' Nastja Čeh 78' |       | 69' Haim Revivo | Centralni Stadion za Bežigradom, Ljubljana Toeschouwers: 8.000 Scheidsrechter: Herbert Fandel (GER) |

|                                                      |          |                                         |           |                                                                                        |
| 10 september EK-kwalificatie № 98 «onderlinge duels» | Slovenië | 0 – 2                                   | Frankrijk | Bežigrad Stadion, Ljubljana Toeschouwers: 9.500 Scheidsrechter: Domenico Messina (ITA) |
| 10 september EK-kwalificatie № 98 «onderlinge duels» |          | 10' David Trezeguet 71' Olivier Dacourt |           | Bežigrad Stadion, Ljubljana Toeschouwers: 9.500 Scheidsrechter: Domenico Messina (ITA) |

|                                                              |                                              |       |                                   |                                                                                                |
| 11 oktober EK-kwalificatie № 99 «onderlinge duels» 18:30 uur | Cyprus                                       | 2 – 2 | Slovenië                          | Tsirion Athletic Center, Limassol Toeschouwers: 2.346 Scheidsrechter: Tom Henning Øvrebø (NOR) |
| 11 oktober EK-kwalificatie № 99 «onderlinge duels» 18:30 uur | Stavros Georgiou 71' Yiasemakis Yiasoumi 82' |       | 12' Ermin Šiljak 42' Ermin Šiljak | Tsirion Athletic Center, Limassol Toeschouwers: 2.346 Scheidsrechter: Tom Henning Øvrebø (NOR) |

|                                                                          |              |       |                  |                                                                                 |
| 15 november EK-kwalificatie Play-offs № 100 «onderlinge duels» 17:30 uur | Kroatië      | 1 – 1 | Slovenië         | Stadion Maksimir, Zagreb Toeschouwers: 36.000 Scheidsrechter: Markus Merk (GER) |
| 15 november EK-kwalificatie Play-offs № 100 «onderlinge duels» 17:30 uur | Dado Pršo 5' |       | 22' Ermin Šiljak | Stadion Maksimir, Zagreb Toeschouwers: 36.000 Scheidsrechter: Markus Merk (GER) |

|                                                                          |          |               |         |                                                                                                |
| 19 november EK-kwalificatie Play-offs № 101 «onderlinge duels» 17:30 uur | Slovenië | 0 – 1         | Kroatië | Centralni Stadion za Bežigradom, Ljubljana Toeschouwers: 8.500 Scheidsrechter: Urs Meier (SUI) |
| 19 november EK-kwalificatie Play-offs № 101 «onderlinge duels» 17:30 uur |          | 61' Dado Pršo |         | Centralni Stadion za Bežigradom, Ljubljana Toeschouwers: 8.500 Scheidsrechter: Urs Meier (SUI) |

## FIFA-wereldranglijst
| JAN | FEB | MAR | APR | MEI | JUN | JUL | AUG | SEP | OKT | NOV | DEC |
| --- | --- | --- | --- | --- | --- | --- | --- | --- | --- | --- | --- |
| 36  | 36  | 36  | 37  | 36  | 29  | 30  | 29  | 33  | 29  | 27  | 31  |

## Statistieken
| Marko Simeunovič    | 1967-12-06 | Olympiakos Nicosia   | 8  | 0 | 0 | 56 | 0  |
| Mladen Dabanovič    | 1971-09-13 | Drava Ptuj           | 2  | 1 | 0 | 25 | 0  |
| Verdediging         |            |                      |    |   |   |    |    |
| Fabijan Cipot       | 1976-08-25 | Al-Arabi             | 9  | 0 | 0 | 13 | 0  |
| Aleksander Knavs    | 1975-12-05 | 1. FC Kaiserslautern | 8  | 0 | 1 | 49 | 3  |
| Amir Karič          | 1973-12-31 | Maribor Pivovarna    | 8  | 0 | 0 | 57 | 1  |
| Muamer Vugdalič     | 1977-08-25 | NK Domžale           | 7  | 1 | 0 | 25 | 0  |
| Matej Šnofl         | 1977-02-21 | NK Publikum Celje    | 2  | 4 | 0 | 7  | 0  |
| Spasoje Bulajič     | 1975-11-24 | 1. FSV Mainz 05      | 2  | 3 | 0 | 24 | 1  |
| Boštjan Cesar       | 1982-07-09 | Dinamo Zagreb        | 1  | 2 | 0 | 3  | 0  |
| Damjan Ošlaj        | 1976-08-25 | Maribor Pivovarna    | 1  | 0 | 0 | 1  | 0  |
| Middenveld          |            |                      |    |   |   |    |    |
| Goran Šukalo        | 1981-08-24 | SpVgg Unterhaching   | 10 | 0 | 1 | 13 | 1  |
| Nastja Čeh          | 1978-01-26 | Club Brugge          | 9  | 0 | 2 | 19 | 4  |
| Zlatko Zahovič      | 1971-02-01 | Benfica              | 9  | 0 | 2 | 77 | 34 |
| Miran Pavlin        | 1971-10-08 | Olimpija Ljubljana   | 8  | 1 | 0 | 60 | 5  |
| Milenko Ačimovič    | 1977-02-15 | Lille OSC            | 8  | 0 | 0 | 52 | 10 |
| Saša Gajser         | 1974-02-11 | Olympiakos Nicosia   | 2  | 1 | 0 | 26 | 1  |
| Adem Kapič          | 1975-04-16 | Ferencvárosi         | 2  | 3 | 0 | 5  | 0  |
| Robert Koren        | 1980-09-20 | NK Publikum Celje    | 1  | 3 | 0 | 4  | 0  |
| Simon Sešlar        | 1974-04-05 | NK Publikum Celje    | 1  | 1 | 0 | 9  | 0  |
| Anton Žlogar        | 1977-11-24 | Olimpija Ljubljana   | 0  | 3 | 0 | 6  | 0  |
| Aanval              |            |                      |    |   |   |    |    |
| Ermin Šiljak        | 1973-05-11 | Dalian Shide         | 9  | 0 | 8 | 38 | 14 |
| Mladen Rudonja      | 1971-07-26 | Olimpija Ljubljana   | 2  | 2 | 0 | 63 | 1  |
| Sebastjan Cimirotič | 1974-09-14 | Olimpija Ljubljana   | 1  | 3 | 1 | 22 | 4  |
| Ermin Rakovič       | 1977-09-07 | Mura Murska Sobota   | 0  | 5 | 1 | 9  | 1  |

NZS · A-internationals · Bondscoaches · Selecties · Statistieken · Sloveens vrouwenelftal · Olympisch elftal · Slovenië U21 · Slovenië U20 · Slovenië U19 · Slovenië U18 · Slovenië U17 · Slovenië U16
1991 – 1999 ·
2000 – 2009 ·
2010 – 2019 ·
2020 − 2029
EK's: 1996 · 
2000 · 
2004 · 
2008 · 
2012 · 
2016 · 
2020 · 
2024
WK's: 1998 · 
2002 · 
2006 · 
2010 · 
2014 · 
2018 ·
2022
1991 · 
1992 · 
1993 · 
1994 · 
1995 · 
1996 · 
1997 · 
1998 · 
1999 · 
2000 · 
2001 · 
2002 · 
2003 · 
2004 · 
2005 · 
2006 · 
2007 · 
2008 · 
2009 · 
2010 · 
2011 · 
2012 · 
2013 · 
2014 · 
2015 · 
2016 · 
2017 · 
2018 ·
2019 ·
2020 ·
2021 ·
2022 ·
2023 ·
2024
Albanië ·
Algerije ·
Argentinië ·
Armenië ·
Australië ·
Azerbeidzjan ·
België ·
Bosnië en Herzegovina ·
Bulgarije ·
Canada ·
China ·
Colombia ·
Cyprus ·
Denemarken ·
Duitsland ·
Engeland ·
Estland ·
Faeröer ·
 Finland ·
Frankrijk ·
Georgië ·
Ghana ·
Gibraltar ·
Griekenland ·
Honduras ·
Hongarije ·
IJsland ·
Israël ·
Italië ·
Ivoorkust ·
Joegoslavië ·
Kazachstan ·
Kosovo ·
Kroatië ·
Letland ·
Litouwen ·
Luxemburg ·
Malta ·
Mexico ·
Moldavië ·
Montenegro ·
Nederland ·
Nieuw-Zeeland ·
Noord-Ierland ·
Noord-Macedonië ·
Noorwegen ·
Oekraïne ·
Oman ·
Oostenrijk ·
Paraguay ·
Polen ·
Portugal ·
Qatar ·
Roemenië ·
Rusland ·
San Marino ·
Saoedi-Arabië ·
Schotland ·
Servië ·
Servië en Montenegro ·
Slowakije ·
Spanje ·
Trinidad en Tobago ·
Tsjechië ·
Tunesië ·
Turkije · 
Uruguay ·
Verenigde Arabische Emiraten ·
Verenigde Staten ·
Wales ·
Wit-Rusland ·
Zuid-Afrika ·
Zweden ·
Zwitserland
Algerije (2010) · 
Engeland (2010) · 
Paraguay (2002) · 
Spanje (2002) · 
Verenigde Staten (2010) · 
Zuid-Afrika (2002)